# Korallvirág
A korallvirág (Kalanchoe) a kőtörőfű-virágúak (Saxifragales) rendjébe, ezen belül a varjúhájfélék (Crassulaceae) családjába és a korallvirágformák (Kalanchoideae) alcsaládjába tartozó típusnemzetség.

## Előfordulásuk
A korallvirágfajok eredeti előfordulási területe a kontinentális Afrika legnagyobb része – kivéve Észak-Szahara egyes térségeit –, Madagaszkár, az Arab-félsziget, India és Srí Lanka, valamint Délkelet-Ázsia és a Fülöp-szigetek. Az ausztrál kontinens keleti felére, Pakisztánba, Olaszországba, az Ibériai-félszigetre, Dél-Amerika legnagyobb részére és az USA legdélebbi államaiba betelepítette az ember; azonban dísznövényként mindenfelé termesztik.

## Megjelenésük
Levele sötétzöld, nagyon húsos, mert sok nedv van benne. Virága 4 szirmú, de ma már telt virágzatú egyedek is vannak. A virág szára elágazó. A virág színei általában pirosak-vörösek, vagy fehérek, narancs-citromsárgák, rózsaszínűek, vagy akár vajszínűek is lehetnek.

## Tartásuk
Januártól júniusig virágzik. Nyártól mint kerti növény, ültethető erkélyre, teraszra, vagy balkonládába. Ősztől viszont a lakásunkat is feldíszítheti, mutatós, szép színes virágaival. Lassan fejlődik. A virágok magasan a levelek fölé emelkednek. A korallvirág szereti a közvetlen napfényt. Gondozása nem túl igényes, heti egyszer, de előfordul, hogy kétszer kell öntözni attól függően, hogy mennyire száraz a földje. Figyelni kell, mert hamar elkezd gyengülni és elszáradni ha nincs öntözve hetente.

## Rendszerezés

### Alnemzetségek
Az alábbi fajokat és hibrideket a következő alnemzetségekbe sorolják be:
- Kalanchoe subg. Bryophyllum (Salisb.) Koord. (1918-1920)
- Kalanchoe subg. Kalanchoe Adans. (1763)
- Kalanchoe subg. Kitchingia (Baker) Gideon F.Sm. & Figueiredo (2018)

### Fajok és hibridek
A nemzetségbe az alábbi 155 faj és 6 hibrid tartozik:
- Kalanchoe adelae Raym.-Hamet
- Kalanchoe alternans (Vahl) Pers.
- Kalanchoe alticola Compton
- Kalanchoe ambolensis Humbert
- Kalanchoe angolensis N.E.Br.
- Kalanchoe antennifera Desc.
- Kalanchoe arborescens Humbert
- Kalanchoe aromatica H.Perrier
- Kalanchoe aubrevillei Raym.-Hamet ex Cufod.
- Kalanchoe × auriculata (Raadts) V.V.Byalt
- Kalanchoe ballyi Raym.-Hamet ex Cufod.
- Kalanchoe beauverdii Raym.-Hamet
- Kalanchoe beharensis Drake
- Kalanchoe bentii C.H.Wright ex Hook f.
- Kalanchoe berevoensis Rebmann
- Kalanchoe bergeri Raym.-Hamet & H.Perrier
- Kalanchoe bhidei T.Cooke
- Kalanchoe bipartita Chiov.
- tömött korallvirág (Kalanchoe blossfeldiana) Poelln.
- Kalanchoe bogneri Rauh
- Kalanchoe boisii Raym.-Hamet & H.Perrier
- Kalanchoe boranae Raadts
- Kalanchoe bouvetii Raym.-Hamet & H.Perrier
- Kalanchoe brachyloba Welw. ex Britten
- Kalanchoe bracteata Scott Elliot
- Kalanchoe briquetii Raym.-Hamet
- Kalanchoe campanulata (Baker) Baill.
- Kalanchoe carnea N.E.Br.
- Kalanchoe ceratophylla Haw.
- Kalanchoe chapototii Raym.-Hamet & H.Perrier
- Kalanchoe cherukondensis Subba Rao & Kumari
- Kalanchoe chevalieri Gagnep.
- Kalanchoe citrina Schweinf.
- Kalanchoe craibii Raym.-Hamet
- Kalanchoe crenata (Andrews) Haw.
- Kalanchoe crundallii I.Verd.
- Kalanchoe curvula Desc.
- Kalanchoe cymbifolia Desc.
- sarjika (Kalanchoe daigremontiana) Raym.-Hamet & H.Perrier
- Kalanchoe deficiens (Forssk.) Asch. & Schweinf.
- Kalanchoe delagoensis Eckl. & Zeyh.
- Kalanchoe densiflora Rolfe
- Kalanchoe dinklagei Rauh
- Kalanchoe dyeri N.E.Br.
- Kalanchoe elizae A.Berger
- Kalanchoe eriophylla Hils. & Bojer ex Tul.
- Kalanchoe fadeniorum Raadts
- Kalanchoe farinacea Balf.f.
- Kalanchoe faustii Font Quer
- Kalanchoe fedtschenkoi Raym.-Hamet & H.Perrier
- Kalanchoe fernandesii Raym.-Hamet
- Kalanchoe × flaurantia Desc.
- Kalanchoe gastonis-bonnieri Raym.-Hamet & H.Perrier
- Kalanchoe germanae Raym.-Hamet ex Raadts
- Kalanchoe glaucescens Britten
- Kalanchoe globulifera H.Perrier
- Kalanchoe gracilipes (Baker) Baill.
- Kalanchoe grandidieri Baill.
- Kalanchoe grandiflora Wight & Arn.
- Kalanchoe hametiorum Raym.-Hamet
- Kalanchoe hauseri Werderm.
- Kalanchoe hildebrandtii Baill.
- Kalanchoe hirta Harv.
- Kalanchoe × houghtonii D.B.Ward
- Kalanchoe humifica Desc.
- Kalanchoe humilis Britten
- Kalanchoe hypseloleuce Friis & M.G.Gilbert
- Kalanchoe inaurata Desc.
- Kalanchoe integra (Medik.) Kuntze
- Kalanchoe integrifolia Baker
- Kalanchoe jongmansii Raym.-Hamet & H.Perrier
- Kalanchoe laciniata (L.) DC. - típusfaj
- Kalanchoe laetivirens Desc.
- Kalanchoe lanceolata (Forssk.) Pers.
- Kalanchoe lateritia Engl.
- Kalanchoe latisepala N.E.Br.
- Kalanchoe laxiflora Baker
- Kalanchoe leblanciae Raym.-Hamet
- Kalanchoe lindmanii Raym.-Hamet
- Kalanchoe linearifolia Drake
- Kalanchoe lobata R.Fern.
- Kalanchoe × lokarana Desc.
- Kalanchoe longiflora Schltr.
- Kalanchoe longifolia E.T.Geddes
- Kalanchoe lubangensis R.Fern.
- Kalanchoe luciae Raym.-Hamet
- Kalanchoe macrochlamys H.Perrier
- Kalanchoe mandrarensis Humbert
- Kalanchoe manginii Raym.-Hamet & H.Perrier
- Kalanchoe marmorata Baker
- Kalanchoe marnieriana H.Jacobsen ex L.Allorge
- Kalanchoe maromokotrensis Desc. & Rebmann
- Kalanchoe migiurtinorum Cufod.
- Kalanchoe millotii Raym.-Hamet & H.Perrier
- Kalanchoe miniata Hils. & Bojer ex Tul.
- Kalanchoe mitejea Leblanc & Raym.-Hamet
- Kalanchoe montana Compton
- Kalanchoe mortagei Raym.-Hamet & H.Perrier
- Kalanchoe ndotoensis L.E.Newton
- Kalanchoe neglecta Toelken
- Kalanchoe nyikae Engl.
- Kalanchoe obtusa Engl.
- Kalanchoe olivacea Dalzell
- Kalanchoe orgyalis Baker
- Kalanchoe paniculata Harv.
- Kalanchoe pareikiana Desc. & Lavranos
- Kalanchoe peltata (Baker) Baill.
- Kalanchoe peltigera Desc.
- Kalanchoe peteri Werderm.
- Kalanchoe petitiana A.Rich.
- Kalanchoe pinnata (Lam.) Pers.
- Kalanchoe poincarei Raym.-Hamet & H.Perrier
- Kalanchoe porphyrocalyx (Baker) Baill.
- Kalanchoe prittwitzii Engl.
- Kalanchoe prolifera (Bowie ex Hook.) Raym.-Hamet
- Kalanchoe pseudocampanulata Mannoni & Boiteau
- Kalanchoe pubescens Baker
- Kalanchoe pumila Baker
- Kalanchoe quadrangularis Desc.
- Kalanchoe quartiniana A.Rich.
- Kalanchoe rebmannii Desc.
- Kalanchoe × rechingeri Raym.-Hamet ex Rauh & Hebding
- Kalanchoe rhombopilosa Mannoni & Boiteau
- Kalanchoe × richaudii Desc.
- Kalanchoe robusta Balf.f.
- Kalanchoe rolandi-bonapartei Raym.-Hamet & H.Perrier
- Kalanchoe rosei Raym.-Hamet & H.Perrier
- Kalanchoe rosulata Raadts
- Kalanchoe rotundifolia (Haw.) Haw.
- Kalanchoe rubella (Baker) Raym.-Hamet
- Kalanchoe salazarii Raym.-Hamet
- Kalanchoe sanctula Desc.
- Kalanchoe scapigera Welw. ex Britten
- Kalanchoe schimperiana A.Rich.
- Kalanchoe schizophylla (Baker) Baill.
- Kalanchoe schliebenii Werderm.
- Kalanchoe serrata Mannoni & Boiteau
- Kalanchoe sexangularis N.E.Br.
- Kalanchoe stenosiphon Britten
- Kalanchoe streptantha Baker
- Kalanchoe suarezensis H.Perrier
- Kalanchoe subrosulata Thulin
- Kalanchoe synsepala Baker
- Kalanchoe tashiroi Yamam.
- Kalanchoe teixeirae Raym.-Hamet ex R.Fern.
- Kalanchoe tenuiflora Desc.
- Kalanchoe tetramera E.T.Geddes
- Kalanchoe tetraphylla H.Perrier
- Kalanchoe thyrsiflora Harv.
- cicafülű korallvirág (Kalanchoe tomentosa) Baker
- Kalanchoe tuberosa H.Perrier
- Kalanchoe uniflora (Stapf) Raym.-Hamet
- Kalanchoe usambarensis Engl. & Raym.-Hamet
- Kalanchoe velutina Welw. ex Britten
- Kalanchoe viguieri Raym.-Hamet & H.Perrier
- Kalanchoe waldheimii Raym.-Hamet & H.Perrier
- Kalanchoe waterbergensis van Jaarsv.
- Kalanchoe welwitschii Britten
- Kalanchoe wildii Raym.-Hamet ex R.Fern.
- Kalanchoe winteri Gideon F.Sm., N.R.Crouch & Mich.Walters
- Kalanchoe yemensis (Deflers) Schweinf.